# Gyula Kovács
Gyula Kovács (ur. 28 sierpnia 1917 w Homokmégy, zm. 11 października 1986 w Budapeszcie) – węgierski zapaśnik walczący w obu stylach. Trzykrotny olimpijczyk. Czwarty w Londynie 1948 i Helsinkach 1952; odpadł w eliminacjach w  Melbourne 1956. Walczył w kategorii 87 kg, w stylu klasycznym.
Wicemistrz świata w 1950; czwarty w 1953. Wicemistrz Europy w 1947 roku.
Mistrz Węgier w 1938 – 1943, 1945, 1947, 1948, 1950 – 1954, 1956, w stylu klasycznym. W 1939 – 1942, 1945 – 1950 w stylu wolnym. 